# Rózsabogyó-tollasmoly
A rózsabogyó-tollasmoly (Cnaemidophorus rhododactyla) a valódi lepkék (Glossata) közé sorolt tollasmolyfélék (Pterophoridae) családjának egyik, Magyarországon is élő faja.

## Elterjedése, élőhelye
Európában és Nyugat-Ázsiában honos faj, amit Észak-Amerikába úgy hurcoltak be. Hazánkban mindenfelé megtalálható.

## Megjelenése
Rókabarna szárnyait sötétebb barna és fehér minták díszítik. Szárnyának fesztávolsága 25–29 mm. Első szárnya két, a hátsó három tollra szakadozott. Repülés közben a szárnyak kisimulnak. Pihenő helyzetben a tollak S alakban egymáshoz simulnak, és ilyenkor a lepke egy nagy T betűre emlékeztet.

## Életmódja
A lepkék éjszaka, meglehetősen gyengén repülnek.
Tápnövényei a rózsafajok, főként a gyepűrózsa (Rosa canina) és a százlevelű rózsa (Rosa centifolia). A hernyó nem a rózsabogyóban, hanem a virágbimbóban él, tehát magyar neve helytelen. Kisebb gazdasági jelentősége rózsakertészetekben lehet.

## Külső hivatkozások
- Mészáros Zoltán – Szabóky Csaba: A magyarországi molylepkék gyakorlati albuma. Budapest: Agroinform. 2005.  arch Hozzáférés: 2018. április 6. (PDF)